# Soonly
Soonly Finance – polska instytucja finansowa zajmująca się udzielaniem pożyczek pozabankowych w Internecie. Spółka jest właścicielem vivigo.pl [dawniej Vivus], viviraty.pl [dawniej Zaplo] oraz patento.pl . Jest członkiem Federacji Przedsiębiorców Polskich, Polskiego Związku Instytucji Pożyczkowych oraz Pracodawców Rzeczypospolitej Polskiej.

## Historia
Spółka powstała jako Vivus Finance w lipcu 2012 roku w ramach grupy kapitałowej 4finance. W 2013 r. Vivus stworzył Związek Firm Pożyczkowych wraz  Kredito24.pl, NetCredit, lendon.pl, SmsBanQ i SMS365.pl. Vivus dołączył w 2021 roku do Związku Przedsiębiorstw Finansowych w Polsce. Vivus.pl został wykupiony w 2022 r. z grupy kapitałowej 4finance przez dotychczasowego menadżera Vivus Finance Ewę Wernerowicz. 30 czerwca 2022 r. spółka zmieniła nazwę na Soonly Finance.

## Nagrody
- Najlepszy Partner w Biznesie (2013[10])
- Konsumencki Lider Jakości (2014[11])
- Laur Klienta (2015[12])
- Gwiazda Jakości Obsługi (2015[13], 2017[13], 2018[14], 2019[15], 2020[13])
- Gwiazda Dekady. Jakość Obsługi (2020[16])